# Шариравади
Шарийравади (ശരീരവഡി) представлява бамбукова пръчка с дължина равна на разстоянието от врата на притежателя ѝ до краката му. Учението с това оръжие се смята за първата част от степента колтри от северния стил на индийското бойно изкуство на Калариппайатту. То се практикува като основа за използване на копие.